# 笑顔のループ
「笑顔のループ」（えがおのループ）は、AAAの56枚目のシングル。2019年1月9日にavex traxから発売された。

## 概要
- 前作「LIFE」から約1年3か月ぶりの発売となる。
- ジャケットA、B、ファンクラブ限定盤の3形態で発売。
- 全形態にスマプラが付く。また、初回発売分はスリーブ仕様となっている。
- 表題曲はNHK「みんなのうた」2018年12月 - 2019年1月の歌に起用されている[2]。
- 表題曲はCDの発売に先立ち、2018年12月3日から各配信サイトで配信が開始されている[3]。
- 本作の発表後浦田が不祥事により活動を自粛、その後12月31日付で脱退が決まったため、浦田在籍時（6人体制）最後のシングルとなった。

## 収録内容

### ジャケットA
CD
1. 笑顔のループ (4:19)
  - （作詞：Kenn Kato / Rap詞：日高光啓 / 作曲：大西克巳 / 編曲：清水武仁）
  - NHKみんなのうた（2018年12月～2019年1月の曲）

2. 笑顔のループ (Instrumental) (4:19)
3. 合唱 笑顔のループ [すずかけ児童合唱団] (4:21)
4. 合唱 笑顔のループ [すずかけ児童合唱団] (Instrumental) (4:16)

DVD
1. 笑顔のループ (Music Clip)
2. 笑顔のループ (Music Clip Making)

### ジャケットB
CD
1. 笑顔のループ
2. 笑顔のループ (Instrumental)
3. 合唱 笑顔のループ [すずかけ児童合唱団]
4. 合唱 笑顔のループ [すずかけ児童合唱団] (Instrumental)

### ジャケットC（ファンクラブ限定盤）
CD
1. 笑顔のループ
2. 笑顔のループ (Instrumental)
3. 合唱 笑顔のループ [すずかけ児童合唱団]
4. 合唱 笑顔のループ [すずかけ児童合唱団] (Instrumental)

GOODS
1. AAA笑顔のループ オリジナルサシェ